# Gianluca Vialli
Gianluca Vialli (Cremona, 9 de julho de 1964 – Londres, 6 de janeiro de 2023) foi um futebolista e treinador italiano. Atuou como centroavante pela Cremonese, Sampdoria, Juventus e Chelsea, além de ter feito parte do elenco da Azzurra nas Copas do Mundo de 1986 e 1990. 
Atuando pela Sampdoria, Vialli foi campeão e artilheiro do Campeonato Italiano na temporada 1990/91 formando uma dupla famosa com Roberto Mancini. No ano seguinte, foi negociado para a Juventus em uma das Transferências mais caras do futebol. Pela Juventus conquistou o Campeonato Italiano, Coppa Italia, Supercopa da Itália, Liga dos Campeões da UEFA e Copa da Uefa. Em 1996, Vialli se transferiu ao Chelsea onde atuou ao mesmo tempo como jogador e treinador.
Fez parte da comissão técnica da seleção italiana campeã da Euro 2020 treinada por seu ex-companheiro de Sampdoria, Roberto Mancini.
Várias vezes candidato à Bola de Ouro, foi 7º classificado nas edições de 1988 e 1991. Em 2015, ele foi introduzido no Hall da Fama do Futebol Italiano.

## Carreira

### Cremonese
A carreira de Vialli começou em 1980, quando ele assinou com a Cremonese na Série C1, Guido Vincenzi o lançou entre os profissionais na temporada 1980-1981, na qual obteve 2 aparições no campeonato. Após marcar dez gols pelo clube na temporada 1983-84 da Série B, ele foi contratado pela Sampdoria.

### Sampdoria
No verão de 1984 foi contratado pela Sampdoria. Ele fez sua estreia na Serie A no dia 16 de setembro, contra seu ex-time. Três meses depois, ele marca o primeiro gol, dando à equipe dois pontos contra Avellino.
Junto com Roberto Mancini, Toninho Cerezo, Pietro Vierchowod, Kantanec e Attilio Lombardo formaram o melhor time da Samp de todos os tempos. Vialli e Mancini como os líderes conquistaram a primeiro Copa Itália, o Campeonato Italiano de 1990/1991, além do vice campeonato da Champions League em que perderam para o Barcelona de Cruijff.

### Juventus
A Juventus contratou Vialli logo após a derrota na final da Copa da Europa de 1992 por um preço recorde mundial de £ 12,5 milhões a época.
Em seus 145 jogos onde marcou 53 gols, Vialli, junto com Roberto Baggio e Del Piero, venceu tudo com a camisa da Vecchia Signora.

### Chelsea
Gianluca Vialli jogou de 1996 a 1999 pelo Chelsea e treinou a equipe de Stamford Bridge entre 1998 e 2000.
Vialli marcou 40 gols em 78 jogos pelo Chelsea após sua chegada em 1996 da Juventus. Durante o seu comando, o Chelsea venceu vários títulos: FA Cup de 1997 e 2000, Recopa Europeia de 1998, Copa da Liga Inglesa de 1998, Supercopa da Europa de 1998 e FA Community Shield de 2000.

## Seleção
Vialli integrou a Seleção Italiana na Eurocopa de 1988 e nas Copas do Mundo de 1986 e 1990.

## Morte
Em 21 de dezembro de 2021, Vialli foi diagnosticado com câncer de pâncreas, e em 6 de janeiro de 2023, já bastante debilitado pela doença, Vialli acabou morrendo.

## Títulos

### Jogador
Sampdoria
- Recopa Europeia da UEFA: 1989-90
- Campeonato Italiano: 1990-91
- Copa da Itália: 1984-85, 1987-88 e 1988-89
- Supercopa da Itália: 1991

Juventus
- Liga dos Campeões da UEFA: 1995–96
- Copa da UEFA: 1992–93
- Campeonato Italiano: 1994-95
- Copa da Itália: 1994-95
- Supercopa da Itália: 1995

Chelsea
- Recopa Europeia da UEFA: 1997-98
- Copa da Inglaterra: 1996-97
- Copa da Liga Inglesa: 1997-98

### Treinador
Chelsea
- Recopa Europeia da UEFA: 1997-98
- Supercopa da UEFA: 1998
- Copa da Inglaterra: 1999-00
- Copa da Liga Inglesa: 1997-98
- Supercopa da Inglaterra: 2000

### Honrarias
- Artilheiro da Eurocopa Sub-21: 1986 (4 gols)
- Equipe Ideal da Eurocopa: 1988
- Artilheiro da Copa da Itália: 1988-89 (13 gols)
- Artilheiro da Recopa Europeia da UEFA: 1989-90 (7 gols)
- Artilheiro do Campeonato Italiano: 1990-91 (19 gols)
- Ordem do Mérito da República Italiana: 1991
- Melhor Jogador do Mundo da World Soccer: 1995
- Hall da Fama do Futebol Italiano: 2015
- Prêmio Internacional Giacinto Facchetti: 2018